# Két összeillő ember
A Két összeillő ember Szécsi Pál és Domján Edit közös válogatásalbuma, amelyet 1992-ben adott ki a Hungaroton-Gong CD-n (HCD 14227) és kazettán (MK 14227).

## Az album dalai
1. Akkor is lesz nyár és szerelem - 05:07 [Aldobolyi-Nagy/Szenes]
2. Egy szép régi dal - 03:23 [Deák/Szécsi]
3. Bús szívből énekelni édesen - 05:12 [Pisan/S.Nagy/Wolf]
4. Fátyolos a szemed - 02:52 [Tomsits/Vass]
5. Mióta egyszer - 03:25 [Ihász/S.Nagy]
6. Mostanában hosszabbak az éjszakák - 03:29 [Payer/S.Nagy]
7. Minden reggel - 02:59 [Dobsa/Fülöp]
8. Két összeillő ember - 04:00 [Havasy/S.Nagy]
9. Köszönet mindenért - 03:22 [Aldobolyi-Nagy/Mészöly]
10. Maradj még - 02:42 [Mészáros/Szécsi]
11. De akkor már hol leszek én? - 04:00 [Payer/S.Nagy]
12. Holnapok - 03:06 [Dobsa/S.Nagy]
13. Két név egy bérház oldalán - 03:36 [Fényes/S.Nagy]
14. Kék csillag - 02:47 [Ihász/S.Nagy]
15. Egyszer volt, hol nem volt - 02:29 [Neményi]
16. Ott állt a dombtetőn [CD Bonus Track] - 03:10 [S.Nagy/Schöck]
17. Férfikönnyek - 03:07 [Szécsi/Szigeti]
18. Hull az eső - 02:13 [Behár/S.Nagy]
19. Az országút pora - 03:51 [Ihász/S.Nagy]
20. Hidd el [CD Bonus Track] - 03:48 [Ihász/S.Nagy]
21. Hinni kell - 01:03[Rudnay/Tamássy]